# Episodi di Degrassi: The Next Generation (terza stagione)
| nº | Titolo originale              | Titolo italiano          | Prima TV Canada   | Prima TV Italia |
| -- | ----------------------------- | ------------------------ | ----------------- | --------------- |
| 1  | Father Figure (1)             | Cercasi padre            | 17 settembre 2003 | 2 agosto 2006   |
| 2  | Father Figure (2)             | Un fratellino in arrivo  | 17 settembre 2003 | 3 agosto 2006   |
| 3  | U Got The Look                | Craig e la sua band      | 1º ottobre 2003   | 4 agosto 2006   |
| 4  | Pride (1)                     | Il coraggio della verità | 8 ottobre 2003    | 7 agosto 2006   |
| 5  | Pride (2)                     | Pericolo per Marco       | 15 ottobre 2003   | 8 agosto 2006   |
| 6  | Gangsta Gangsta               | Veri amici               | 22 ottobre 2003   | 9 agosto 2006   |
| 7  | Should I Stay or Should I Go? | A denti stretti          | 29 ottobre 2003   | 10 agosto 2006  |
| 8  | Whisper to a Scream           | A qualunque costo        | 5 novembre 2003   | 11 agosto 2006  |
| 9  | Against All Odds              | Voglia di gridare        | 12 novembre 2003  | 14 agosto 2006  |
| 10 | Never Gonna Give You Up       | La recita                | 19 novembre 2003  | 15 agosto 2006  |
| 11 | Holiday (1)                   | Aria di Natale           | 17 dicembre 2003  | 16 agosto 2006  |
| 12 | Holiday (2)                   | Amori vecchi e nuovi     | 17 dicembre 2003  | 17 agosto 2006  |
| 13 | This Charming Man             | Lezioni di guida         | 10 dicembre 2003  | 18 agosto 2006  |
| 14 | Accidents Will Happen (1)     | Imprevisti               | 26 gennaio 2004   | 21 agosto 2006  |
| 15 | Accidents Will Happen (2)     | Una decisione sofferta   | 9 febbraio 2004   | 22 agosto 2006  |
| 16 | Take On Me                    | La punizione             | 16 febbraio 2004  | 23 agosto 2006  |
| 17 | Don't Dream It's Over         | Per amore, per amicizia  | 23 febbraio 2004  | 24 agosto 2006  |
| 18 | Rock & Roll High School       | La gara delle band       | 8 marzo 2004      | 25 agosto 2006  |
| 19 | It's Raining Men              | L'appuntamento           | 15 marzo 2004     | 28 agosto 2006  |
| 20 | I Want Candy                  | La regina della sfortuna | 22 marzo 2004     | 29 agosto 2006  |
| 21 | Our House                     | Una scelta importante    | 29 marzo 2004     | 30 agosto 2006  |
| 22 | The Power Of Love             | Il ballo di fine anno    | 5 aprile 2004     | 31 agosto 2006  |